# 문화량현
문화량현(蚊化良縣)은 신라시대 고성군의 영현이다. 위치는 미상이고 전후의 연혁도 알 수 없다.

## 유래 및 역사
대동여지도에 의하면 현재의 고성군 상리면 무선리(武仙里)라고 한다.
상리면은 면사무소 홈페이지의 연혁에 의하면 삼한시대에 성한(星韓)으로 불리었고 현재의 상리라는 지명은 1018년 고려 현종 9년에 고주(固州)가 고성현으로 격하되면서부터라고 한다.